# Enea Elektrownia Połaniec

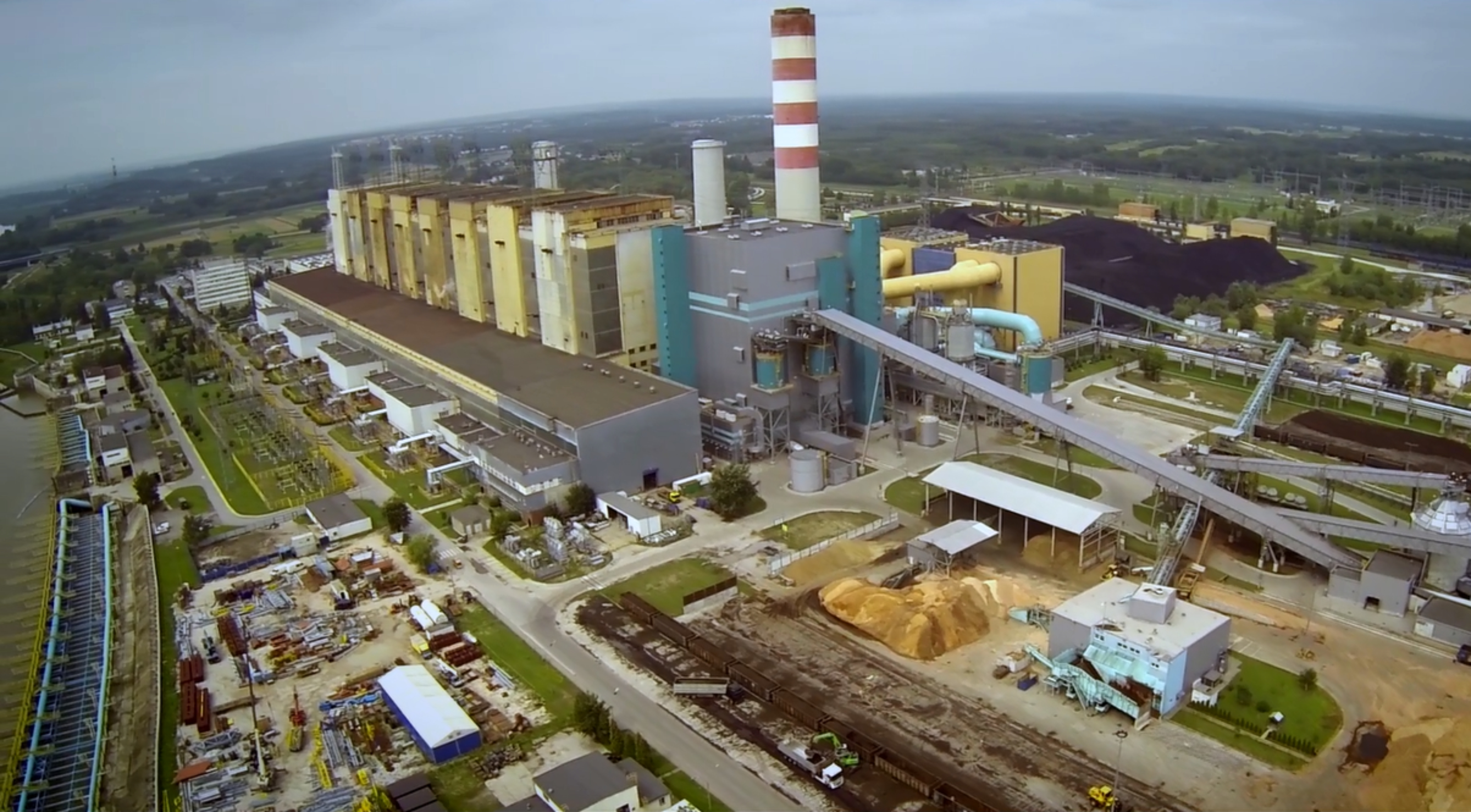
Elektrownia Połaniec

Enea Elektrownia Połaniec, nazwa skrócona: Enea Połaniec – elektrownia węglowa w Polsce, położona we wsi Zawada koło Połańca. Elektrownia o mocy 1882 MW brutto, składa się z siedmiu bloków energetycznych o mocy od 225 do 240 MW opalanych węglem przy współspalaniu biomasy oraz „Zielonego Bloku” o mocy 225 MW, opalanego w 100% biomasą. Produkuje rocznie około 8,4 TWh energii elektrycznej, co plasuje ją w ścisłej czołówce w Polsce pod względem ilości wytwarzanej energii (prawie 6% krajowej produkcji).

## Historia

### Budowa elektrowni i pierwsze lata jej funkcjonowania
Kierownikiem budowy elektrowni był inż. Józef Zieliński.
Podczas budowy elektrowni doszło do wielu nieprawidłowości i zaniedbań, które były m.in. przedmiotem dochodzeń milicji i prokuratury. Nieprawidłowości dotyczyły głównie wyładunku, magazynowania i składowania urządzeń. Na budowie stwierdzano nieporządek i marnotrawstwo. Pospiech i uszczuplanie potencjału budowlanego (zabieranego na inne budowy) owocował bagatelizowaniem i ignorowaniem zaleceń pokontrolnych. Stwierdzono np. zniszczenie odłącznika napowietrzania, rozbicie szafy dwupolowej przy rozładunku, zniszczenie źle magazynowanych płyt gipsowych, rur do kondensatorów, pocięcie palnikami i wywiezienie na złom prowadnic prób, przemarznięcie farb podkładowych, skorodowanie wirników, czy zagubienie spychacza (odnalezionego potem w stanie całkowitego zniszczenia). Zdaniem NIK-u na płace i nagrody wypłacone po uruchomieniu pierwszego bloku przeznaczono pieniądze z funduszu mobilizacyjnego przeznaczonego na wszystkie planowane osiem bloków. Wynikiem nieprzestrzegania zaleceń był wybuch pożaru na budowie w dniu 21 lutego 1980, który przyniósł straty w wysokości 44 milionów złotych.
Pierwszy blok o mocy 200 MW został uruchomiony w 1979 roku. 25 października 1983 uruchomiono ostatni, ósmy blok energetyczny i elektrownia osiągnęła łączną moc zainstalowaną 1600 MW. 16 stycznia 1989 elektrownia została przekształcona w przedsiębiorstwo państwowe Elektrownia im. Tadeusza Kościuszki. Po modernizacji turbin w latach 1992–1995 moc zainstalowana wynosiła 1800 MW.

### Powódź tysiąclecia w 1997 i powódź w 2010 r.
W 1997 roku podczas powodzi tysiąclecia elektrowni groziło podtopienie w związku z wystąpieniem z brzegów rzeki Wisły, płynącej w bezpośrednim sąsiedztwie. W związku z tym, iż sytuacja była bardzo poważna, zarząd elektrowni wpadł na pomysł wysadzenia wałów po drugiej stronie Wisły – mieszkańcom zaproponowano odszkodowania i duże zniżki na prąd przez kilka lat, ale odrzucili oni tę propozycję. Ostatecznie woda nie spowodowała strat w majątku należącym do elektrowni, a po ustąpieniu powodzi wały zostały solidnie wzmocnione w kilku miejscach.
Sytuacja powtórzyła się w 2010 roku: 18 maja setki ludzi pracowały przy obwałowaniu terenu elektrowni, podwyższając wał przeciwpowodziowy przy pomocy worków z piaskiem. Poziom Wisły w Połańcu wzrastał wówczas około 20 centymetrów na godzinę. 19 maja, około godziny 18.00, woda zaczęła powoli opadać. Po raz kolejny elektrownia wyszła z powodzi obronną ręką.

### Przekształcenia organizacyjno-prawne
30 kwietnia 1996 elektrownia przekształcona została w jednoosobową spółkę Skarbu Państwa. 6 kwietnia 2000 podpisano umowę prywatyzacyjną, w wyniku której strategicznym inwestorem zostało przedsiębiorstwo Electrabel International Holdings B.V. z siedzibą w Moerdijk w Holandii (nabyło za 87,5 mln EUR 25% + 1 akcję). 21 lutego 2003 Electrabel zakupił od Skarbu Państwa kolejne 60% akcji (za 160 mln EUR), a do końca tego roku wykupił pozostałe akcje, należące do pracowników elektrowni, uzyskując 100% głosów na walnym zgromadzeniu akcjonariuszy. W 2003 roku podjęto decyzję o zmianie nazwy przedsiębiorstwa z Elektrownia im. Tadeusza Kościuszki w Połańcu na Elektrownia Połaniec S.A. – Grupa Electrabel (w skrócie Electrabel Połaniec S.A.).
Począwszy od 1 stycznia 2007 Electrabel prowadził działalność w Polsce jako jedna firma z siedzibą w Zawadzie (gmina Połaniec). Od 2009 roku Electrabel wszedł w skład grupy GDF SUEZ (od 2015 r. Engie). Do 2016 r. elektrownia funkcjonowała jako ENGIE Energia Polska S.A.,oraz ENGIE Bioenergia Sp. z o.o.

### Budowa nowego komina
12 lipca 2007 spółka budowlana Polimex-Mostostal podpisała umowę w przedmiocie generalnego wykonawstwa w Elektrowni Połaniec instalacji podłączenia bloków od 1 do 8 do istniejącej instalacji odsiarczania spalin (kwota umowy opiewała na 102,8 mln zł netto). Umowa przewidywała również odprowadzenie spalin do nowego komina o wysokości 150 m, wraz z jego budową. Podwykonawcą w zakresie ostatnich wymienionych inwestycji było przedsiębiorstwo Uniserv S.A. z siedzibą w Katowicach.

### Budowa Zielonego Bloku
W marcu 2010 roku ENGIE Energia Polska i przedsiębiorstwo Foster Wheeler zawarły umowę w przedmiocie budowy Zielonego Bloku – bloku energetycznego opalanego wyłącznie biomasą. 5 czerwca 2013 odbyło się uroczyste, oficjalne (blok oddano do użytku już w grudniu 2012) otwarcie Zielonego Bloku w Elektrowni Połaniec. Zastosowana w nim jednostka, o mocy 205 MW, stanowiła największy na świecie blok energetyczny opalany w 100% biomasą, pochodzącą ze zrębków drzewnych (80%) i odpadów rolniczych (20%). Koszt inwestycji szacowany był na około 1 mld zł. Blok był w stanie wyprodukować energię, która wystarczyłaby na zasilenie 600 tys. gospodarstw domowych i odpowiadał za około 25% krajowej produkcji prądu z paliwa biomasowego. Inwestycja umożliwiła obniżenie emisji dwutlenku węgla o ponad 1,2 mln ton rocznie.

### Modernizacja sześciu bloków Elektrowni
W maju 2012 roku ENGIE Energia Polska podpisała z Alstom Power Sp. z o.o. umowę w sprawie modernizacji sześciu oraz kapitalnego remontu jednego bloku elektrowni. Elementy konstrukcyjno-mechaniczne zostaną wykonane przez elbląski oddział Alstom Power, specjalizujący się w wykonywaniu turbin. Zakończenie prac przewidziano na grudzień 2014 roku. Zrealizowanie umowy umożliwi wydłużenie czasu funkcjonowania elektrowni o kolejne 20 lat. Ponadto, dzięki wprowadzonej modernizacji, wzrośnie średnia moc każdego z sześciu bloków – z 225 do 240 MW. Modernizację stojana generatora i wirnika generatora wykonał TurboCare S.A Lubliniec (obecnie EthosEnergy S.A Lubliniec).

### Elektrownia Połaniec w Grupie Enea
23 grudnia 2016 r. ENGIE International Holdings B.V. i Enea S.A. podpisały warunkową umowę sprzedaży 100% akcji ENGIE Energia Polska – spółki, do której należała wówczas Elektrownia Połaniec. Wartość transakcji to 1,26 mld PLN. Od kwietnia 2017 r. spółki zarządzające elektrownią noszą nazwy: Enea Elektrownia Połaniec Spółka Akcyjna (Enea Połaniec S.A.) oraz Enea Bioenergia Sp. z o.o.

## Dane techniczne
Kompleks podstawowych urządzeń wytwórczych elektrowni składa się z:
- 8 kotłów energetycznych typu EP 650-137[5],
- 8 turbin parowych typu 13K-215 (ze zmodernizowanym układem przepływowym i regulacyjnym)[5],
- 8 generatorów typu TWW-200-2 oraz TWW-215-2[5],
- 8 transformatorów blokowych, w tym 1 transformator 110 kV, 3 transformatory 220 kV, 4 transformatory 400 kV[5].

| Blok    | Rok uruchomienia (modernizacji) | Rok wycofania | Paliwo                                   | Moc maksymalna netto (brutto) [MW] | Napięcie sieci [kV] |
| ------- | ------------------------------- | ------------- | ---------------------------------------- | ---------------------------------- | ------------------- |
| 1       | 1979 (2012)                     | –             | węgiel kamienny                          | 209 (225)                          | 110                 |
| 2       | 1980 (2013)                     | –             | węgiel kamienny                          | 226 (242)                          | 220                 |
| 3       | 1980 (2014)                     | –             | węgiel kamienny                          | 223 (242)                          | 220                 |
| 4       | 1980 (2014)                     | –             | węgiel kamienny                          | 221 (242)                          | 220                 |
| 5       | 1981 (2019)                     | –             | węgiel kamienny                          | 204 (225)                          | 400                 |
| 6       | 1982 (2014)                     | –             | węgiel kamienny                          | 221 (242)                          | 400                 |
| 7       | 1983 (2014)                     | –             | węgiel kamienny                          | 221 (229)                          | 400                 |
| 8       | 1983                            | 2011          | węgiel kamienny                          | –                                  | –                   |
| zielony | 2012                            |               | 100% biomasa (80% drzewna, 20% rolnicza) | 190 (205)                          | 400                 |